# عملیات آجیلی
عملیات آجیلی (انگلیسی: The Nut Job) یک فیلم کمدی پویانمایی محصول سال ۲۰۱۴ است که به کارگردانی پیتر لپنیوتیس ساخته شد. او همچنین فیلمنامه را با همکاری لورن کامرون نوشته است. صداپیشگان فیلم شامل ویل آرنت، برندن فریزر، لیام نیسون، کاترین هایگل، استیون لانگ، جف دانهام، گابریل ایگلسیاس و سارا گدون هستند. این فیلم به‌طور آزادانه بر اساس پویانمایی کوتاه لپنیوتیس با عنوان Surly Squirrel (سنجاب سورلی) که در سال ۲۰۰۵ ساخته شده بود، ساخته شده است.
فیلم با همکاری Gulfstream Pictures, Redrover International و ToonBox Entertainment تهیه شد و در ۱۷ ژانویهٔ ۲۰۱۴ توسط اوپن رود فیلمز در ایالات متحده اکران شد. با وجود نقدهای منفی، عملیات آجیلی در سراسر جهان ۱۲۰٫۹ میلیون دلار فروش داشت. دنباله‌ای با عنوان عملیات آجیلی ۲: آجیلی اصل در ۱۱ اوت ۲۰۱۷ منتشر شد.

## داستان
در اکتبر سال ۱۹۵۹، در شهر خیالی اوکتون سیتی، یک سنجاب به نام سورلی به‌همراه شریک لال خود، خرموشی به نام بادی، در پارک لیبرتی زندگی می‌کنند. شهرت آن‌ها در دزدی باعث شده تا از سوی جامعهٔ حیات وحش شهری که توسط راکون و دستیارش کاردینال شمالی رهبری می‌شود، طرد شوند. این جامعه در آستانهٔ زمستان با کمبود غذا مواجه است. برای حل این مشکل، سنجاب‌هایی به نام اندی و گریسون مأمور می‌شوند تا از یک گاری مغزها که توسط دو مرد به نام‌های لاکی و فینگرز اداره می‌شود، غذا تهیه کنند. اما سورلی و بادی نیز قصد سرقت از همان گاری را دارند و در جریان درگیری، مخزن پروپان منفجر می‌شود و ذخیرهٔ غذایی حیوانات نابود می‌گردد. در نتیجه، سورلی از پارک تبعید می‌شود.
در شهر، سورلی و بادی به مغازهٔ مغزهای موری می‌رسند؛ مغازه‌ای در کنار بانک که در واقع پناهگاهی برای دزدان لاکی، فینگرز، رئیس‌شان کینگ دیمپل‌وید (که به‌تازگی از زندان آزاد شده) و دستیارش ناکلز است. آن‌ها قصد دارند از دیوار به بانک نفوذ کرده و پول‌ها را با مغزها جایگزین کنند. در این میان، سورلی و بادی نیز نقشهٔ سرقت از مغازه را می‌کشند.
در پارک، اندی و گریسون برای یافتن غذا به شهر می‌آیند، اما از هم جدا می‌شوند و اندی تنها می‌ماند. او روز بعد با سورلی مواجه می‌شود و او را مجبور می‌کند تا نقشهٔ دزدی را با دیگران شریک شود. سورلی ناخواسته با سگ خانگی فینگرز به نام پرشس دوست می‌شود، پس از آن‌که او را با سوت سگ تهدید می‌کند. اندی به پارک بازمی‌گردد و نقشه را به دیگران اطلاع می‌دهد؛ راکون موافقت می‌کند ولی قصد دارد سهم سورلی را ندهد. او موش کور و اعضای خشن گروه «بروزرها» را با اندی همراه می‌کند. گریسون نیز پس از تجربه‌ای با موش خیابانی بازمی‌گردد. سورلی متوجه می‌شود که موش کور در حال خرابکاری است و پس از بازجویی، از نقشهٔ راکون برای تسلط بر غذاها آگاه می‌شود تا قدرتش را حفظ کند. سورلی تلاش می‌کند دیگران را آگاه کند، اما چون کسی حرفش را باور نمی‌کند، با خشم می‌رود و بادی پشت سرش می‌ماند. در هنگام جمع‌آوری مغزها، سورلی توسط کینگ دستگیر می‌شود، اما لانا، دوست‌دختر کینگ، او را آزاد می‌کند.
پس از شکست دادن موش‌های خیابانی که در واقع برای راکون کار می‌کردند، سورلی و گریسون با هم متحد می‌شوند و به تعقیب کامیون فرار گروه تبهکار که راکون هم همراه آن‌هاست می‌پردازند. سورلی کاردینال راکون را شکست می‌دهد، و موش کور با افشای حقیقت باعث می‌شود حیوانات، راکون را از رهبری برکنار کنند. کینگ و ناکلز از دینامیت داخل کامیون برای شکستن سد پلیس استفاده می‌کنند، اما پلیس با شلیک به لاستیک کامیون باعث سقوط آن از سد می‌شود. پیش از انفجار، سورلی و اندی از آن می‌گریزند، اما انفجار سد باعث سیل و افتادن همه در رودخانه می‌شود. سورلی روی یک تنهٔ درخت می‌ماند، اما متوجه می‌شود راکون، کینگ و ناکلز هنوز زنده‌اند. راکون قصد کشتن سورلی را دارد، اما وزن مغزها و آب، تنه را می‌شکند و هر دو به پایین آبشار سقوط می‌کنند. حیوانات برای نجاتشان می‌آیند، اما سورلی با ازخودگذشتگی خودش را رها می‌کند و با راکون سقوط می‌کند. حیوانات که از فداکاری سورلی متأثر شده‌اند، در سکوت به خانه بازمی‌گردند.
جریان آب، مغزها را به پارک لیبرتی می‌رساند. پلیس کینگ و هم‌دستانش را بازداشت می‌کند و لانا مغازهٔ او را تصاحب می‌کند. پرشس، سورلی را که بی‌هوش است پیدا می‌کند و بادی در غم کنارش می‌نشیند. در نهایت سورلی به هوش می‌آید و دوستانش را در آغوش می‌گیرد. اندی نیز از راه می‌رسد و پیشنهاد می‌دهد شجاعت سورلی را به دیگران بگویند، اما سورلی ترجیح می‌دهد دیگران به‌جای او اعتبار بگیرند و با همکاری با گروه موافقت می‌کند. او و بادی با اندی خداحافظی کرده و دوباره راهی شهر می‌شوند.
مدتی بعد، مشخص می‌شود که راکون و کاردینال هنوز زنده‌اند و در میان کوسه‌های گرسنه، روی شناوه‌ای در دریا گرفتار شده‌اند و نقشهٔ انتقام در سر دارند.

## بازیگران
- ویل آرنت در نقش سورلی، یک سنجاب بنفش باهوش، کاریزماتیک و حیله‌گر که شخصیت اصلی داستان است.
- برندن فریزر در نقش گریسون، یک سنجاب خاکستری شرقی خودنما که به‌طور نادرست به‌عنوان «قهرمان پارک» شناخته می‌شود.
- گابریل ایگلسیاس در نقش جیمی، یک چوب‌شکن و رهبر گروه «بروزرها».
- جف دانهام در نقش موش کور، یک موش کور دست‌وپاچلفتی که برای راکون کار می‌کند و چشمانش به نور حساس است.
- لیام نیسون در نقش راکون، یک راکون قدرت‌طلب، فریب‌کار و حیله‌گر که خود را رهبر جامعهٔ پارک می‌داند و سورلی را از پارک تبعید می‌کند. او دشمن اصلی داستان است و عطش انتقام از سورلی دارد، که بعدها اندی را نیز تهدید می‌کند.
- کاترین هایگل در نقش اندی، یک سنجاب قرمز آمریکایی مهربان و زیبا که در نهایت به سورلی علاقه‌مند می‌شود.
- استیون لانگ در نقش پرسی «کینگ» دیمپل‌وید، یک رئیس باند خلافکار که از جونده‌ها وحشت دارد.
- سارا گدون در نقش لانا، دوست‌دختر کینگ که بعدها از او جدا می‌شود.
- مایا رودولف در نقش پرشِس، یک پاگ که ابتدا متعلق به فینگرز و سپس لانا می‌شود.
- جیمز رنکین در نقش لاکی، همدست کینگ که با فینگرز در مغازهٔ «مغزهای موری» کار می‌کند.
- اسکات یافه در نقش فینگرز، صاحب گاری بادام‌زمینی، صاحب پرشس و همکار کینگ.
- جو پینگ در نقش جانی، یک خرموش و عضو گروه بروزرها.
- آنیک اوبونساوین در نقش جیمی، یک خرموش مادهٔ کوچک و عضو گروه بروزرها.
- ژولی لومیو در نقش یک راهنمای پیش‌آهنگی دختران آمریکا که قصد دارد از گاری فینگرز و لاکی مغز بخرد.
- راب تینکلر در نقش بادی، یک خرموش و شریک لال و بی‌عرضهٔ سورلی که تقریباً حرف نمی‌زند.
  - تینکلر همچنین صداپیشهٔ شخصیت «رِدلاین» است، یک موش که گریسون را ستایش می‌کند و عبارت تکراری‌اش «هممون می‌میریم!» است.
- جیمز کی در نقش نگهبان خودرو زرهی
  - کی همچنین صداپیشهٔ یک موش خیابانی است.
- اسکات مک‌کورد در نقش یک افسر پلیس که تلاش می‌کند مجوز گاری مغزهای فینگرز و لاکی را بررسی کند.
  - مک‌کورد همچنین صداپیشهٔ حیوانات فرعی است.
- کیتی گریفین در نقش یک کبوتر در پارک.

## تولید
ایدهٔ این فیلم از انیمیشن کوتاهی به نام Surly Squirrel (سنجاب سورلی) در سال ۲۰۰۵ سرچشمه گرفت. یک انیمیشن کوتاه دوم به نام Nuts & Robbers نیز به‌عنوان پیش‌درآمدی برای The Nut Job منتشر شد.
در ۱۷ ژانویهٔ ۲۰۱۱ اعلام شد که لورن کامرون به‌همراه پیتر لپنیوتیس فیلمنامهٔ این فیلم را خواهد نوشت. در ۱۵ نوامبر ۲۰۱۲ اعلام شد که کاترین هایگل، ویل آرنت و برندن فریزر به جمع صداپیشگان فیلم پیوسته‌اند و در اول مارس ۲۰۱۳ نیز پیوستن لیام نیسون به گروه بازیگران اعلام شد. همچنین در ۱۹ دسامبر ۲۰۱۳ اعلام شد که سای، هنرمند اهل کرهٔ جنوبی، در بخش پایانی فیلم به‌صورت کامیو (افتخاری) ظاهر می‌شود و آهنگ معروفش «گانگنام استایل» نیز در آن بخش پخش می‌شود.
آثار هنری تولید این فیلم در نمایشگاهی در برمپتون، انتاریو به نمایش گذاشته شد.

## اکران

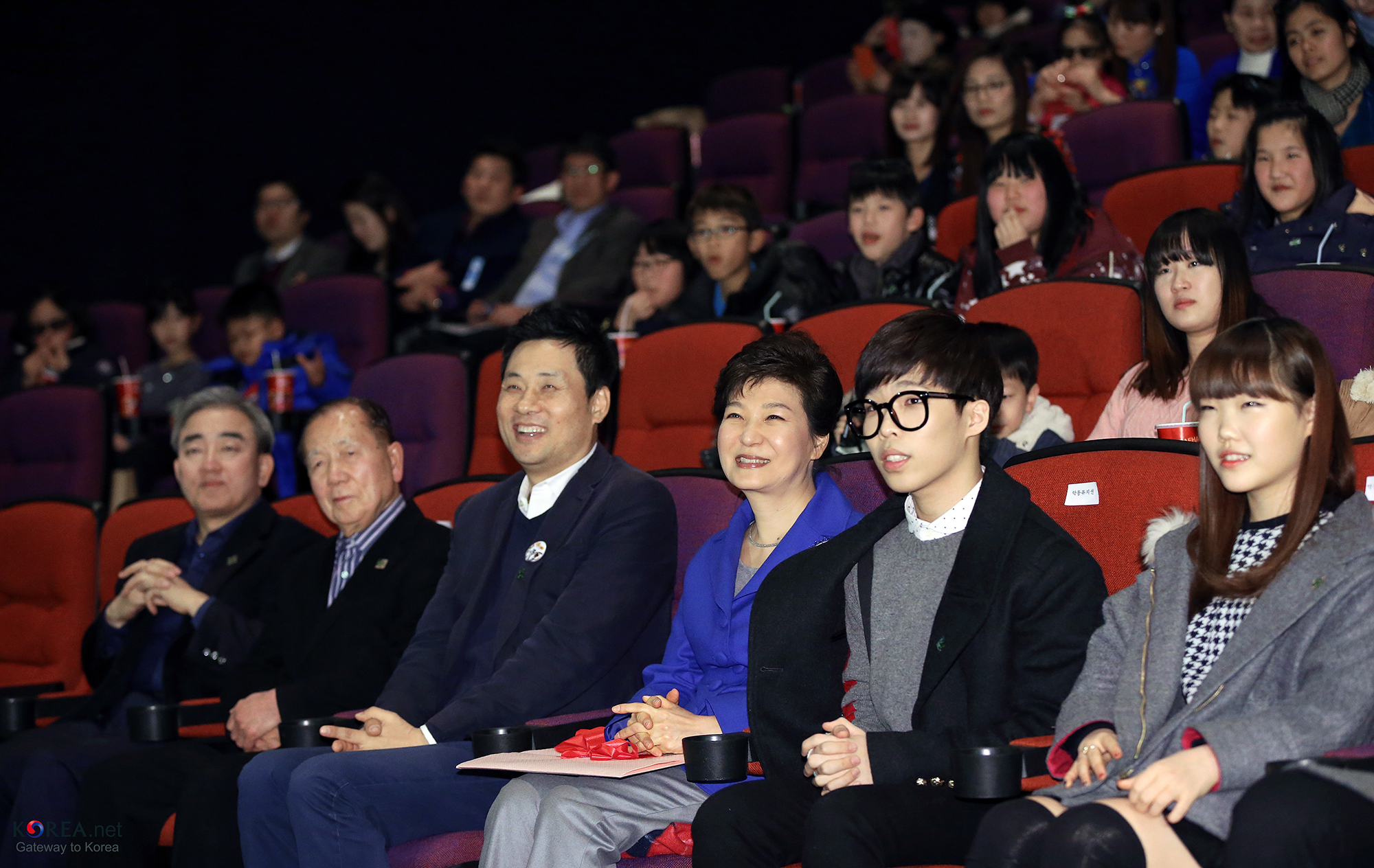
ها هوه‌جین، مدیرعامل Red Rover (سمت چپِ وسط)، و پارک گون هه، رئیس‌جمهور وقت کره جنوبی (سمت راستِ وسط) در مراسم اکران این فیلم در کره جنوبی

این فیلم در تاریخ ۱۷ ژانویه ۲۰۱۴ در ایالات متحده اکران شد و پخش آن بر عهدهٔ اوپن رود فیلمز بود. توزیع بین‌المللی فیلم را واینستین کمپانی بر عهده داشت. نخستین تریلر تبلیغاتی فیلم در ۲۷ سپتامبر ۲۰۱۳ منتشر شد. نمایش افتتاحیهٔ فیلم در ۱۱ ژانویه ۲۰۱۴ در یکی از سینماهای سینماهای ریگال در لس آنجلس برگزار شد.

### رسانه خانگی
فیلم عملیات آجیلی در تاریخ ۱۵ آوریل ۲۰۱۴ توسط سرگرمی خانگی یونیورسال پیکچرز روی دی‌وی‌دی و دیسک بلوری منتشر شد. همچنین قرار است این فیلم در ۹ سپتامبر ۲۰۲۵ روی نسخهٔ اولترا اچ‌دی بلوری توسط سرگرمی خانگی یونیورسال پیکچرز و در قالب پخش داخلی یونیورسال پیکچرز نیز منتشر شود.

## بازخورد

### واکنش منتقدان
در وبگاه گردآورندهٔ نقد راتن تومیتوز، این فیلم بر پایهٔ ۹۸ نقد، تنها ۱۳٪ رأی تأیید دریافت کرده و میانگین امتیاز آن ۴ از ۱۰ است. اجماع منتقدان در این وبگاه چنین آمده است: «با وجود شخصیت اصلی ناپسند و داستانی که بیش از حد کش آمده تا زمان کوتاه فیلم را پر کند، عملیات آجیلی واکنشی آلرژیک در بیشتر تماشاگران به‌جا خواهد گذاشت؛ مگر در میان کم‌توقع‌ترین بینندگان.»
در متاکریتیک، که میانگین نمرات را به‌شکل نرمال‌شده ارائه می‌دهد، فیلم بر پایهٔ ۲۸ نقد امتیاز ۳۷ از ۱۰۰ را کسب کرده است، که نشان‌دهندهٔ «بازخورد عموماً منفی» است.
تماشاگرانی که توسط سینماسکور نظرسنجی شده‌اند، به این فیلم نمرهٔ «B» داده‌اند (در مقیاسی از A+ تا F).
منتقدان از جمله پیتر دِبروژ (ورایتی) آن را در مقایسه با انیمیشن‌های موفقی چون «راتاتویی» بی‌کیفیت دانستند و نوشتند که شخصیت اصلی فیلم «غیرقابل‌دوست‌داشتن» است.
برخی از نقدها به شوخی‌های سطحی و تکرار کلیشه‌ها اشاره داشتند؛ مثل جوک‌های مربوط به باد معده، یا استفادهٔ مفرط از بازی‌های کلامی با واژهٔ «آجیل». درپ آن را «پُرسر و صدا، شتاب‌زده و مملو از شخصیت‌های بی‌رمق» دانست. هالیوود ریپورتر تنها به طراحی دوره‌ای داستان به‌عنوان نقطهٔ قوت اشاره کرد.
فیلم در راتن تومیتوز تنها ۱۳٪ رأی مثبت گرفت و امتیاز آن در متاکریتیک نیز ۳۷ از ۱۰۰ بود. برخی مانند منتقد لس آنجلس تایمز نوشتند که انیمیشن حیوانات خوب از کار درآمده، اما فیلمنامه به شوخی‌های پیش‌پاافتاده متکی است. نیویورک تایمز نیز انیمیشن را «کدر، زشت و دارای داستانی کش‌آمده» توصیف کرد که حوصله کودکان را سر می‌برد.
در مجموع، منتقدان اتفاق‌نظر داشتند که این فیلم با تکیه بر کلیشه‌های تکراری، شخصیت‌هایی کم‌رمق و فیلمنامه‌ای ضعیف نتوانسته مخاطب را جذب کند و تنها برای کودکان خردسال، اندکی سرگرم‌کننده است.

### گیشه
عملیات آجیلی در مجموع بیش از ۶۴ میلیون دلار در آمریکای شمالی و بیش از ۵۶ میلیون دلار در سایر کشورها فروش داشت و مجموع فروش جهانی آن به بیش از ۱۲۰ میلیون دلار رسید.
در آمریکای شمالی، این فیلم در هفتهٔ نخست اکران خود با فروش ۱۹٬۴۲۳٬۰۰۰ دلار در جایگاه سوم جدول فروش قرار گرفت، پس از فیلم‌های سواری با هم و تنها بازمانده. این فیلم پرفروش‌ترین افتتاحیهٔ تاریخ را در میان آثار پویانمایی مستقل ثبت کرد.
در دومین آخر هفتهٔ اکران، فیلم همچنان در رتبهٔ سوم باقی ماند و ۱۲ میلیون دلار دیگر فروخت. در سومین هفته، به رتبهٔ چهارم سقوط کرد و بیش از ۷ میلیون دلار درآمد داشت. در هفتهٔ چهارم نیز به جایگاه هشتم جدول رسید و بیش از ۳ میلیون دلار فروش کرد.